# Émilie Vina
Émilie Vina, née le 24 mars 1982 à Bonneville, est une fondeuse française. Elle participe aux Jeux olympiques d'hiver de 2006, à Turin.

## Palmarès

### Coupe du monde
- - 37e du classement général de la coupe du monde 2005
  - Meilleure performance sur des épreuves de la Coupe du monde : 13e

### Championnats de France
Championne de France Elite dont :
- Mass-start : 2005